# 크리스티안 베르거
크리스티안 베르거(독일어: Christian Berger, 1945년 1월 13일 ~ )는 오스트리아의 영화 촬영 감독이다. 주로 미하엘 하네케 감독의 작품에 참여하고 있다. 2010년 하네케 감독의 《하얀 리본》으로 아카데미 촬영상 후보에 올랐고, 전미 비평가 협회 촬영상을 수상했다.

## 연출 영화 목록
| 연도 | 제목                               | 감독               | 비고                         |
| ---- | ---------------------------------- | ------------------ | ---------------------------- |
| 1984 | 라플 Raffl                         | 본인               |                              |
| 1992 | 베니의 비디오                      | 미하엘 하네케      |                              |
| 1994 | 우연의 연대기에 관한 71개의 단편들 | 미하엘 하네케      |                              |
| 2001 | 피아니스트                         | 미하엘 하네케      |                              |
| 2005 | 히든                               | 미하엘 하네케      |                              |
| 2007 | 디스인게이즈먼트                   | 아모스 기타이      |                              |
| 2009 | 하얀 리본                          | 미하엘 하네케      | 전미 비평가 협회 촬영상 수상 |
| 2013 | 커다란 노트                        | 야노스 사스        |                              |
| 2015 | 바이 더 씨                         | 안젤리나 졸리 피트 |                              |
| 2016 | 천 시간의 밤 Night of a 1000 Hours | 버질 디트리히      |                              |
| 2017 | 해피 엔드                          | 미하엘 하네케      |                              |